# Usi Velasco
Usi Velasco (Ciudad de México, 13 de junio de 1969) es una actriz mexicana. Alcanzó popularidad en la década de los ochenta.

## Filmografía
| Año  | Título                         | Personaje |
| ---- | ------------------------------ | --------- |
| 1982 | Chispita                       | Lili      |
| 2016 | Los Güeros también somos nacos | Raquel    |
| 2018 | Mi marido tiene familia        | Fernanda  |

| Año  | Título                              | Personaje |
| ---- | ----------------------------------- | --------- |
| 1980 | Anita la Huerfanita                 |           |
| 1984 | Vaselina con Timbiriche             | Frenchy   |
| 1988 | Qué lío con las petacas             |           |
| 2004 | Ciego Amor Las mariposas son libres |           |
| 2018 | Malas                               |           |
| 2021 | La casa de los siete Balcones       |           |

| Año         | Título                       | Personaje                                                                                  |
| ----------- | ---------------------------- | ------------------------------------------------------------------------------------------ |
| 1980        | Alegría de mediodía          | Conductora                                                                                 |
| 1981        | Sábados efectivos            |                                                                                            |
| 1980 - 1982 | Mis huéspedes                | Adriana                                                                                    |
| 1982 - 1986 | Chiquilladas                 | Como actriz personificó varios roles.                                                      |
| 1987        | Papá soltero                 | Cristina, compañera de Alejandra (Edith Márquez) Capítulo 7 "Me enamoré de Eduardo Yáñez". |
| 1989        | Mujer, casos de la vida real | Capítulos: "Noche de bodas" (1989)... Usi, y "El examen" (1985) ... Pilar                  |
| 2016 - 2022 | La rosa de Guadalupe         | Diana                                                                                      |
| 2017 - 2018 | Como dice el dicho           | Adriana / Bianca                                                                           |
| 2021 - 2023 | Relatos Mascabrones          | Carmen                                                                                     |
| 2022        | Tu Crees                     |                                                                                            |

| Año  | Título                 | Personaje |
| ---- | ---------------------- | --------- |
| 1982 | La niña de los hoyitos | Usi       |
| 1985 | Cementerio del terror  | Usi       |